# Polinomi calcolanti somme di potenze di progressioni aritmetiche
I polinomi calcolanti somme di potenze di progressioni aritmetiche sono polinomi in una variabile che dipendono sia dalla particolare progressione aritmetica costituente la base delle potenze sommate sia dall’esponente costante, intero non negativo, scelto. Il loro grado supera sempre di un'unità l'esponente costante e hanno la proprietà che quando la variabile polinomiale coincide con il numero degli addendi sommati, anche il risultato della funzione polinomiale coincide con quello della somma.
Il problema consiste quindi nel trovare {\displaystyle S_{h,d}^{m}(n)} cioè polinomi in funzione di {\displaystyle n} calcolanti somme di {\displaystyle n} addendi:
{\displaystyle \sum _{k=0}^{n-1}(h+kd)^{m}=h^{m}+(h+d)^{m}+\cdots +(h+(n-1)d)^{m},}
con {\displaystyle m} e {\displaystyle n} numeri interi positivi, {\displaystyle h} primo termine di una progressione aritmetica e {\displaystyle d\neq 0} ragione della stessa. I due parametri possono essere non solo interi ma anche razionali, reali e perfino complessi.

## Storia

### Periodo antico
La storia del problema inizia nell'antichità e coincide con quella di alcuni suoi casi particolari. Il caso {\displaystyle m=1,} coincide con quello del calcolo della serie aritmetica, la somma dei primi {\displaystyle n} valori di una progressione aritmetica. Questo problema è piuttosto semplice ma è storicamente interessante il caso conosciuto già dalla scuola pitagorica per il suo legame con i numeri triangolari:
{\displaystyle 1+2+3+\ldots +n={\frac {1}{2}}n^{2}+{\frac {1}{2}}n,\qquad } polinomio {\displaystyle S_{1,1}^{1}(n)} calcolante la somma dei primi {\displaystyle n} numeri naturali.
Un altro caso ben conosciuto è:
{\displaystyle 1+3+5+\ldots +2n-1=n^{2},\qquad } polinomio {\displaystyle S_{1,2}^{1}(n)} calcolante la somma dei primi {\displaystyle n} dispari successivi formanti un quadrato. Una proprietà probabilmente ben conosciuta dagli stessi pitagorici che, nel costruire i loro numeri figurati, dovevano aggiungere ogni volta uno gnomone costituito da un numero dispari di unità per ottenere il successivo quadrato perfetto.
Per {\displaystyle m>1,} i primi casi che si incontrano nella storia della matematica sono:
{\displaystyle 1^{2}+2^{2}+3^{2}+\ldots +n^{2}={\frac {1}{3}}n^{3}+{\frac {1}{2}}n^{2}+{\frac {1}{6}}n,\qquad } polinomio {\displaystyle S_{1,1}^{2}(n)} calcolante la somma dei quadrati degli interi successivi. Proprietà che troviamo dimostrata in Spirali, un'opera di Archimede.
{\displaystyle 1^{3}+2^{3}+3^{3}+\ldots +n^{3}={\frac {1}{4}}n^{4}+{\frac {1}{2}}n^{3}+{\frac {1}{4}}n^{2},\qquad } polinomio {\displaystyle S_{1,1}^{3}(n)} calcolante la somma dei cubi degli interi successivi. Corollario di un teorema dimostrato da Nicomaco di Gerasa.
L'insieme {\displaystyle S_{1,1}^{m}(n)} dei casi, a cui appartengono i due polinomi precedenti, costituisce il problema classico della somma di potenze di interi successivi.

### Periodo medio
Nel tempo molti altri matematici si interessarono al problema e diedero contributi vari alla sua risoluzione. Tra questi ricordiamo Aryabhata, Al-Karaji, Alhazen, Thomas Harriot, Johann Faulhaber, Pierre de Fermat e Blaise Pascal, il quale risolse ricorsivamente il problema della somma di potenze di interi successivi considerando un'identità che permetteva di ottenere un polinomio di grado {\displaystyle m+1} conoscendo già quelli precedenti.
Nel 1713 la famiglia di Jakob Bernoulli pubblica postuma l'opera Artis Conjectandi dove compaiono i primi 10 polinomi di questa serie infinita insieme a una formula generale dipendente da particolari numeri che furono presto a lui intitolati. La formula invece fu attribuita a Johann Faulhaber per i suoi meritevoli contributi riconosciuti dallo stesso Bernoulli. Fu subito chiaro anche che i polinomi {\displaystyle S_{0,1}^{m}(n)} calcolanti la somma di {\displaystyle n} potenze di interi successivi inizianti da zero erano molto simili a quelli inizianti da uno. Questo poiché risulta evidente che {\displaystyle S_{1,1}^{m}(n)-S_{0,1}^{m}(n)=n^{m}} e che quindi i polinomi di grado {\displaystyle m+1} della forma {\displaystyle {\frac {1}{m+1}}n^{m+1}+{\frac {1}{2}}n^{m}+\ldots } sottratto il monomio differenza {\displaystyle n^{m}} diventano {\displaystyle {\frac {1}{m+1}}n^{m+1}-{\frac {1}{2}}n^{m}+\ldots }.
Mancava però una dimostrazione della formula di Faulhaber che fu data più di un secolo dopo da Carl Jacobi che si giovò dei progressi dell'analisi matematica utilizzando lo sviluppo in serie infinita di una funzioni esponenziale generatrice dei numeri di Bernoulli.

### Periodo moderno
Nel 1982 Anthony William Fairbank Edwards pubblicò un articolo in cui mostra che l'identità di Pascal può essere espressa mediante matrici triangolari contenenti il triangolo di Tartaglia privato dell'ultimo elemento di ogni riga:
{\displaystyle {\begin{pmatrix}n\\n^{2}\\n^{3}\\n^{4}\\n^{5}\\\end{pmatrix}}={\begin{pmatrix}1&0&0&0&0\\1&2&0&0&0\\1&3&3&0&0\\1&4&6&4&0\\1&5&10&10&5\end{pmatrix}}{\begin{pmatrix}n\\\sum _{k=0}^{n-1}k^{1}\\\sum _{k=0}^{n-1}k^{2}\\\sum _{k=0}^{n-1}k^{3}\\\sum _{k=0}^{n-1}k^{4}\\\end{pmatrix}}.}
L'esempio è limitato dalla scelta di una matrice del quinto ordine ma è facilmente estendibile a ordini superiori. L'equazione può scriversi come: {\displaystyle {\vec {N}}=A{\vec {S}}} e moltiplicando a sinistra i due membri dell'equazione per {\displaystyle A^{-1}}, inversa della matrice {\displaystyle A,} si ottiene {\displaystyle A^{-1}{\vec {N}}={\vec {S}}} che permette di arrivare direttamente ai coefficienti polinomiali senza utilizzare direttamente i numeri di Bernoulli. Altri autori dopo Edwards si occupano di vari aspetti del problema della somma di potenze percorrono la via matriciale e studiano aspetti del problema introducendo nei loro articoli utili strumenti come il vettore di Vandermonde. Altri ricercatori continuano a esplorare attraverso la tradizionale via analitica e generalizzano il problema della somma di interi successivi a una qualsiasi progressione geometrica. Si trovano i coefficienti dei polinomi {\displaystyle S_{h,d}^{m}}attraverso formule ricorsive e in altri modi che risultano interessanti per la teoria dei numeri come l'espressione del risultato della somma in funzione di polinomi di Bernoulli o le formule coinvolgenti i numeri di Stirling e i numeri r-Whitney di primo e di secondo tipo Infine, anche l'approccio matriciale di Edwards è stato generalizzato a progressioni aritmetiche qualsiasi.

## Soluzione per via matriciale
Il problema generale è stato risolto recentemente mediante l'uso di matrici binomiali facilmente costruibili conoscendo i coefficienti binomiali e il triangolo di Tartaglia. Si dimostra che, scelti i parametri {\displaystyle h} e {\displaystyle d} che determinano la progressione aritmetica e un numero intero positivo {\displaystyle m,} si trovano {\displaystyle m+1} polinomi corrispondenti alle seguenti somme di potenze:
{\displaystyle S_{h,d}^{r-1}=c_{1}n+c_{2}n^{2}+\ldots +c_{r}n^{r},\qquad {\text{con }}r=1,2,\ldots ,m+1,}
con i coefficienti polinomiali elementi della riga {\displaystyle r} della matrice triangolare {\displaystyle G(h,d)=T(h,d)A^{-1}} di ordine {\displaystyle m+1}.
Ecco la formula risolvente nel caso particolare {\displaystyle m=3} che dà i polinomi di una data progressione aritmetica con esponenti da 0 a 3:
{\displaystyle {\begin{pmatrix}S_{h,d}^{0}(n)\\S_{h,d}^{1}(n)\\S_{h,d}^{2}(n)\\S_{h,d}^{3}(n)\end{pmatrix}}={\begin{pmatrix}1&0&0&0\\h&d&0&0\\h^{2}&2hd&d^{2}&0\\h^{3}&3h^{2}d&3hd^{2}&d^{3}\end{pmatrix}}{\begin{pmatrix}1&0&0&0\\1&2&0&0\\1&3&3&0\\1&4&6&4\end{pmatrix}}^{-1}{\begin{pmatrix}n\\n^{2}\\n^{3}\\n^{4}\end{pmatrix}}}
L'equazione facilmente estendibile a diversi valori di {\displaystyle m} (interi non negativi) viene sintetizzata e generalizzata così:
{\displaystyle {\vec {S}}_{h,d}(n)=T(h,d)A^{-1}n{\vec {V}}(n)} o anche ponendo con {\displaystyle G(h,d)=T(h,d)A^{-1}}
{\displaystyle {\vec {S}}_{h,d}(n)=G(h,d)n{\vec {V}}(n).}
Ecco la definizione rigorosa delle matrici e del vettore di Vandermonde:
{\displaystyle [A]_{r,c}={\begin{cases}0,&{\text{se }}c>r,\\{\binom {r}{c-1}},&{\text{se }}c\leq r,\end{cases}}\qquad [T(h,d)]_{r,c}={\begin{cases}0,&{\text{se }}c>r,\\{\binom {r-1}{c-1}}h^{r-c}d^{c-1}&{\text{se }}c\leq r.\end{cases}}\qquad [{\vec {V}}(n)]_{r}={\begin{cases}1,&{\text{se }}r=1,\\n^{r-1}&{\text{se }}r>1.\end{cases}}}
Per {\displaystyle m=3} risulta quindi
{\displaystyle n{\vec {V}}(n)=n{\begin{pmatrix}1\\n\\n^{2}\\n^{3}\\\end{pmatrix}}={\begin{pmatrix}n\\n^{2}\\n^{3}\\n^{4}\\\end{pmatrix}}}
e anche:
{\displaystyle {\vec {S}}_{h,d}(n)={\begin{pmatrix}S_{h,d}^{0}(n)\\S_{h,d}^{1}(n)\\S_{h,d}^{2}(n)\\S_{h,d}^{3}(n)\\\end{pmatrix}}=\sum _{k=0}^{n-1}{\vec {V}}(h+kd).}
La matrice {\displaystyle A} è quella di Edwards già vista, una matrice triangolare inferiore che riproduce, negli elementi non nulli, il triangolo di Tartaglia privato dell'ultimo elemento di ogni riga. Gli elementi di {\displaystyle T(h,d)} invece sono i monomi dello sviluppo della potenza {\displaystyle (h+d)^{r-1},} per {\displaystyle r=1,\ldots ,m+1.}
{\displaystyle T(0,1)} è l'elemento neutro del prodotto righe per colonne per cui l'equazione generale in questo caso diventa:
{\displaystyle {\vec {S}}_{0,1}(n)=A^{-1}n{\vec {V}}(n),}
cioè quella scoperta da Edwards
Per arrivare da questo caso particolare a dimostrare quello generale basta moltiplicare a sinistra i due membri dell'equazione per la matrice {\displaystyle T(h,d)} dopo aver constatato la seguente identità {\displaystyle T(h,d){\vec {V}}(n)=V(h+dn).}

### Somma di potenze di dispari successivi
Utilizziamo la formula precedente per risolvere il problema della somma di potenze di dispari successivi. I dispari corrispondono alla progressione aritmetica con primo elemento {\displaystyle h=1}
e come ragione {\displaystyle d=2.} Fissiamo m=4 per trovare i primi cinque polinomi calcolanti somme di potenze di dispari. Calcolato {\displaystyle T(1,2)} otteniamo:
{\displaystyle T(1,2)={\begin{pmatrix}1&0&0&0&0\\1&2&0&0&0\\1&4&4&0&0\\1&6&12&8&0\\1&8&24&32&16\\\end{pmatrix}},\quad A={\begin{pmatrix}1&0&0&0&0\\1&2&0&0&0\\1&3&3&0&0\\1&4&6&4&0\\1&5&10&10&5\\\end{pmatrix}},\quad A^{-1}={\begin{pmatrix}1&0&0&0&0\\-{\frac {1}{2}}&{\frac {1}{2}}&0&0&0\\{\frac {1}{6}}&-{\frac {1}{2}}&{\frac {1}{3}}&0&0\\0&{\frac {1}{4}}&-{\frac {1}{2}}&{\frac {1}{4}}&0\\-{\frac {1}{30}}&0&{\frac {1}{3}}&-{\frac {1}{2}}&{\frac {1}{5}}\\\end{pmatrix}}}
Abbiamo quindi
{\displaystyle G(1,2)=T(1,2)A^{-1}={\begin{pmatrix}1&0&0&0&0\\0&1&0&0&0\\-{\frac {1}{3}}&0&{\frac {4}{3}}&0&0\\0&-1&0&2&0\\{\frac {7}{15}}&0&-{\frac {8}{3}}&0&{\frac {16}{5}}\end{pmatrix}}.}
A questo punto l'equazione generale {\displaystyle {\vec {S}}_{1,2}(n)=G(1,2)n{\vec {V}}(n)} per {\displaystyle m=4} e il prodotto svolto danno:
{\displaystyle {\begin{pmatrix}S_{1,2}^{0}\\S_{1,2}^{1}\\S_{1,2}^{2}\\S_{1,2}^{3}\\S_{1,2}^{4}\end{pmatrix}}={\begin{pmatrix}\sum _{k=0}^{n-1}(1+2k)^{0}\\\sum _{k=0}^{n-1}(1+2k)^{1}\\\sum _{k=0}^{n-1}(1+2k)^{2}\\\sum _{k=0}^{n-1}(1+2k)^{3}\\\sum _{k=0}^{n-1}(1+2k)^{4}\\\end{pmatrix}}={\begin{pmatrix}1&0&0&0&0\\0&1&0&0&0\\-{\frac {1}{3}}&0&{\frac {4}{3}}&0&0\\0&-1&0&2&0\\{\frac {7}{15}}&0&-{\frac {8}{3}}&0&{\frac {16}{5}}\end{pmatrix}}{\begin{pmatrix}n\\n^{2}\\n^{3}\\n^{4}\\n^{5}\\\end{pmatrix}}={\begin{pmatrix}n\\n^{2}\\-{\frac {1}{3}}n+{\frac {4}{3}}n^{3}\\-n^{2}+2n^{4}\\{\frac {7}{15}}n-{\frac {8}{3}}n^{3}+{\frac {16}{5}}n^{5}\\\end{pmatrix}}.}
utilizzando l'ultima riga ({\displaystyle r=5}) si ottiene quindi
{\displaystyle S_{1,2}^{4}={\frac {7}{15}}n-{\frac {8}{3}}n^{3}+{\frac {16}{5}}n^{5}}
e utilizzando le altre righe:
{\displaystyle S_{1,2}^{3}=-n^{2}+2n^{4};\quad S_{1,2}^{2}=-{\frac {1}{3}}n+{\frac {4}{3}}n^{3};\quad S_{1,2}^{1}=n^{2};\quad } {\displaystyle S_{1,2}^{0}=n.}

### Somma di interi successivi inizianti da 1
Scelto {\displaystyle m=3} e calcolato {\displaystyle A^{-1}} e {\displaystyle T(1,1)} che corrisponde al triangolo di Tartaglia:
{\displaystyle {\begin{pmatrix}S_{1,1}^{0}(n)\\S_{1,1}^{1}(n)\\S_{1,1}^{2}(n)\\S_{1,1}^{3}(n)\\\end{pmatrix}}={\begin{pmatrix}1&0&0&0\\+{\frac {1}{2}}&{\frac {1}{2}}&0&0\\{\frac {1}{6}}&+{\frac {1}{2}}&{\frac {1}{3}}&0\\0&{\frac {1}{4}}&+{\frac {1}{2}}&{\frac {1}{4}}\end{pmatrix}}{\begin{pmatrix}n\\n^{2}\\n^{3}\\n^{4}\\\end{pmatrix}}={\begin{pmatrix}n\\+{\frac {1}{2}}n+{\frac {1}{2}}n^{2}\\{\frac {1}{6}}n+{\frac {1}{2}}n^{2}+{\frac {1}{3}}n^{3}\\{\frac {1}{4}}n^{2}+{\frac {1}{2}}n^{3}+{\frac {1}{4}}n^{4}\end{pmatrix}}.}

### Somma di interi successivi inizianti da 0
Scelto {\displaystyle m=3} e calcolato {\displaystyle A^{-1}} e {\displaystyle T(0,1)} matrice unità:
{\displaystyle {\begin{pmatrix}S_{0,1}^{0}(n)\\S_{0,1}^{1}(n)\\S_{0,1}^{2}(n)\\S_{0,1}^{3}(n)\\\end{pmatrix}}={\begin{pmatrix}1&0&0&0\\-{\frac {1}{2}}&{\frac {1}{2}}&0&0\\{\frac {1}{6}}&-{\frac {1}{2}}&{\frac {1}{3}}&0\\0&{\frac {1}{4}}&-{\frac {1}{2}}&{\frac {1}{4}}\end{pmatrix}}{\begin{pmatrix}n\\n^{2}\\n^{3}\\n^{4}\\\end{pmatrix}}={\begin{pmatrix}n\\-{\frac {1}{2}}n+{\frac {1}{2}}n^{2}\\{\frac {1}{6}}n-{\frac {1}{2}}n^{2}+{\frac {1}{3}}n^{3}\\{\frac {1}{4}}n^{2}-{\frac {1}{2}}n^{3}+{\frac {1}{4}}n^{4}\end{pmatrix}}.}

### Progressione -1,3,7,11,15...
Scelto ancora {\displaystyle m=3}, calcolato {\displaystyle T(-1,4)}, sfruttato il risultato del paragrafo precedente e la proprietà associativa:
{\displaystyle {\begin{pmatrix}S_{-1,4}^{0}(n)\\S_{-1,4}^{1}(n)\\S_{-1,4}^{2}(n)\\S_{-1,4}^{3}(n)\\\end{pmatrix}}={\begin{pmatrix}1&0&0&0\\-1&4&0&0\\1&-8&16&0\\-1&12&-48&64\end{pmatrix}}{\begin{pmatrix}n\\-{\frac {1}{2}}n+{\frac {1}{2}}n^{2}\\{\frac {1}{6}}n-{\frac {1}{2}}n^{2}+{\frac {1}{3}}n^{3}\\{\frac {1}{4}}n^{2}-{\frac {1}{2}}n^{3}+{\frac {1}{4}}n^{4}\end{pmatrix}}={\begin{pmatrix}n\\-3n+2n^{2}\\{\frac {23}{3}}n-12n^{2}+{\frac {16}{3}}n^{3}\\-15n+46n^{2}-48n^{3}+64n^{4}\end{pmatrix}}.}

## Generalizzazione della formula di Faulhaber
La matrice {\displaystyle G(h,d)} può essere espressa in funzione dei polinomi di Bernoulli nel seguente modo:
{\displaystyle [G(h,d)]_{r,c}={\begin{cases}0,&{\text{se }}c>r,\\{\frac {d^{r-1}}{r}}{\binom {r}{c}}B_{r-c}({\frac {h}{d}}),&{\text{se }}c\leq r,\end{cases}}}
che per {\displaystyle m=5} diventa:
{\displaystyle G(h,d)={\begin{pmatrix}{\frac {1}{1}}{\binom {1}{1}}B_{0}({\frac {h}{d}})&0&0&0&0&0\\{\frac {d}{2}}{\binom {2}{1}}B_{1}({\frac {h}{d}})&{\frac {d}{3}}{\binom {2}{2}}B_{0}({\frac {h}{d}})&0&0&0&0\\{\frac {d^{2}}{3}}{\binom {3}{1}}B_{2}({\frac {h}{d}})&{\frac {d^{2}}{3}}{\binom {3}{2}}B_{1}({\frac {h}{d}})&{\frac {d^{2}}{3}}{\binom {3}{3}}B_{0}({\frac {h}{d}})&0&0&0\\{\frac {d^{3}}{4}}{\binom {4}{1}}B_{3}({\frac {h}{d}})&{\frac {d^{3}}{4}}{\binom {4}{2}}B_{2}({\frac {h}{d}})&{\frac {d^{3}}{4}}{\binom {4}{3}}B_{1}({\frac {h}{d}})&{\frac {d^{3}}{4}}{\binom {4}{4}}B_{0}({\frac {h}{d}})&0&0\\{\frac {d^{4}}{5}}{\binom {5}{1}}B_{4}({\frac {h}{d}})&{\frac {d^{4}}{5}}{\binom {5}{2}}B_{3}({\frac {h}{d}})&{\frac {d^{4}}{5}}{\binom {5}{3}}B_{2}({\frac {h}{d}})&{\frac {d^{4}}{5}}{\binom {5}{4}}B_{1}({\frac {h}{d}})&{\frac {d^{4}}{5}}{\binom {5}{5}}B_{0}({\frac {h}{d}})&0\\{\frac {d^{5}}{6}}{\binom {6}{1}}B_{5}({\frac {h}{d}})&{\frac {d^{5}}{6}}{\binom {6}{2}}B_{4}({\frac {h}{d}})&{\frac {d^{5}}{6}}{\binom {6}{3}}B_{3}({\frac {h}{d}})&{\frac {d^{5}}{6}}{\binom {6}{4}}B_{2}({\frac {h}{d}})&{\frac {d^{5}}{6}}{\binom {6}{5}}B_{1}({\frac {h}{d}})&{\frac {d^{5}}{6}}{\binom {6}{6}}B_{0}({\frac {h}{d}})\\\end{pmatrix}},}
da cui si trae la formula di Faulhaber generalizzata:
{\displaystyle S_{h,d}^{r-1}(n)={\frac {d^{r-1}}{r}}\sum _{k=1}^{r}{\binom {r}{k}}B_{r-k}\left({\frac {h}{d}}\right)n^{k}}
e anche i noti casi particolari
{\displaystyle S_{0,1}^{r-1}(n)={\frac {1}{r}}\sum _{k=1}^{r}{\binom {r}{k}}B_{r-k}(0)n^{k};}
{\displaystyle S_{1,1}^{r-1}(n)={\frac {1}{r}}\sum _{k=1}^{r}{\binom {r}{k}}B_{r-k}(1)n^{k}.}
dove i polinomi di Bernoulli calcolati in 0 sono i numeri di Bernoulli e quelli calcolati in 1 sono la sua variante con {\displaystyle B_{1}} cambiato di segno.
Se poi non interessano direttamente i coefficienti dei polinomi calcolanti ma solo il risultato della somma di potenze si può applicare a quest'ultima equazione la proprietà di traslazione dei polinomi di Bernoulli per cui risulta
{\displaystyle B_{m}\left({\frac {h}{d}}+n\right)=\sum _{k=0}^{m}{\binom {m}{k}}B_{m-k}\left({\frac {h}{d}}\right)n^{k}}
e ottenere una forma più semplice:
{\displaystyle S_{h,d}^{r-1}=\sum _{k=0}^{n-1}(h+dk)^{r-1}={\frac {d^{r-1}}{r}}{\bigg (}B_{r}\left({\frac {h}{d}}+n\right)-B_{r}\left({\frac {h}{d}}\right){\bigg )}}
assai diffusa, a differenza dell'altra, in letteratura.
Da cui anche i due casi particolari:
{\displaystyle S_{0,1}^{r-1}=\sum _{k=0}^{n-1}k^{r-1}={\frac {1}{r}}{\bigg (}B_{r}\left(n\right)-B_{r}\left(0\right){\bigg )}={\frac {B_{r}(n)-B_{r}}{r}}}
{\displaystyle S_{1,1}^{r-1}=\sum _{k=0}^{n-1}(1+k)^{r-1}=\sum _{k=1}^{n}k^{r-1}={\frac {1}{r}}{\bigg (}B_{r}\left(1+n\right)-B_{r}\left(1\right){\bigg )}={\frac {B_{r}(n+1)-B_{r}^{+}}{r}}}